# Molinis
Molinis és un municipi del cantó dels Grisons (Suïssa), situat al districte de Plessur.